# Costa Valle Imagna
Costa Valle Imagna ist eine italienische Gemeinde (comune) mit 562 Einwohnern (Stand 31. Dezember 2023) in der Provinz Bergamo, Region Lombardei.

## Geographie
Die Gemeinde liegt etwa 17 km nordwestlich von der Provinzhauptstadt Bergamo entfernt in den Bergamasker Alpen auf 1014 m s.l.m. Die Nachbargemeinden sind Bedulita, Carenno (LC), Roncola, Sant’Omobono Terme und Torre de’ Busi (LC).

## Geschichte
Ursprünglich wurde der Ort, an dem Valle Imagna heute liegt, nur für Sommerlager genutzt. Ab dem Jahr 1300 nutzen Menschen erstmals auch das ganze Jahr über den Platz als Siedlungsort. Da die Gemeinde nach Nordosten ausgerichtet ist, wird es im Winter eiskalt. Als die Republik Venedig im Jahr 1428 die Provinz Bergamo eroberte, stand Costa Valle Imagna an der Grenze der verfeindeten regionalen Mächte Venedig und Mailand. 
Während der Gegenreformation verkündete ein Bischof sein Bedauern über den Zustand der Dorfkirche, die aufgrund der Armut in der Gemeinde vernachlässigt wurde. Eine Pestgrube weist auf die Epidemie aus dem Jahre 1630 hin, die von Alessandro Manzoni beschrieben wurde.
Seit Anfang des 20. Jahrhunderts gilt Costa Valle Imagna als Sommer-Ressort.

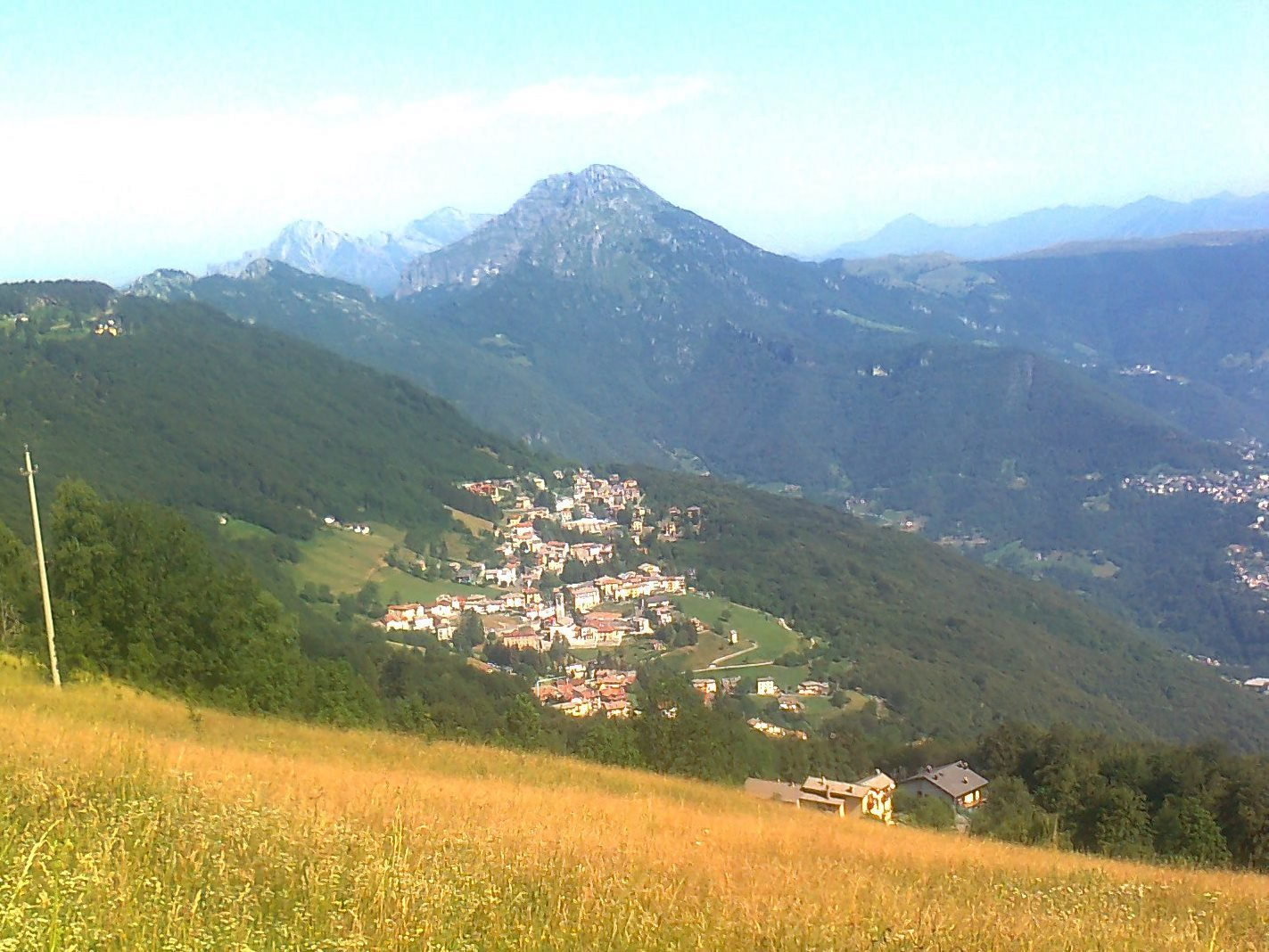
Costa Valle Imagna
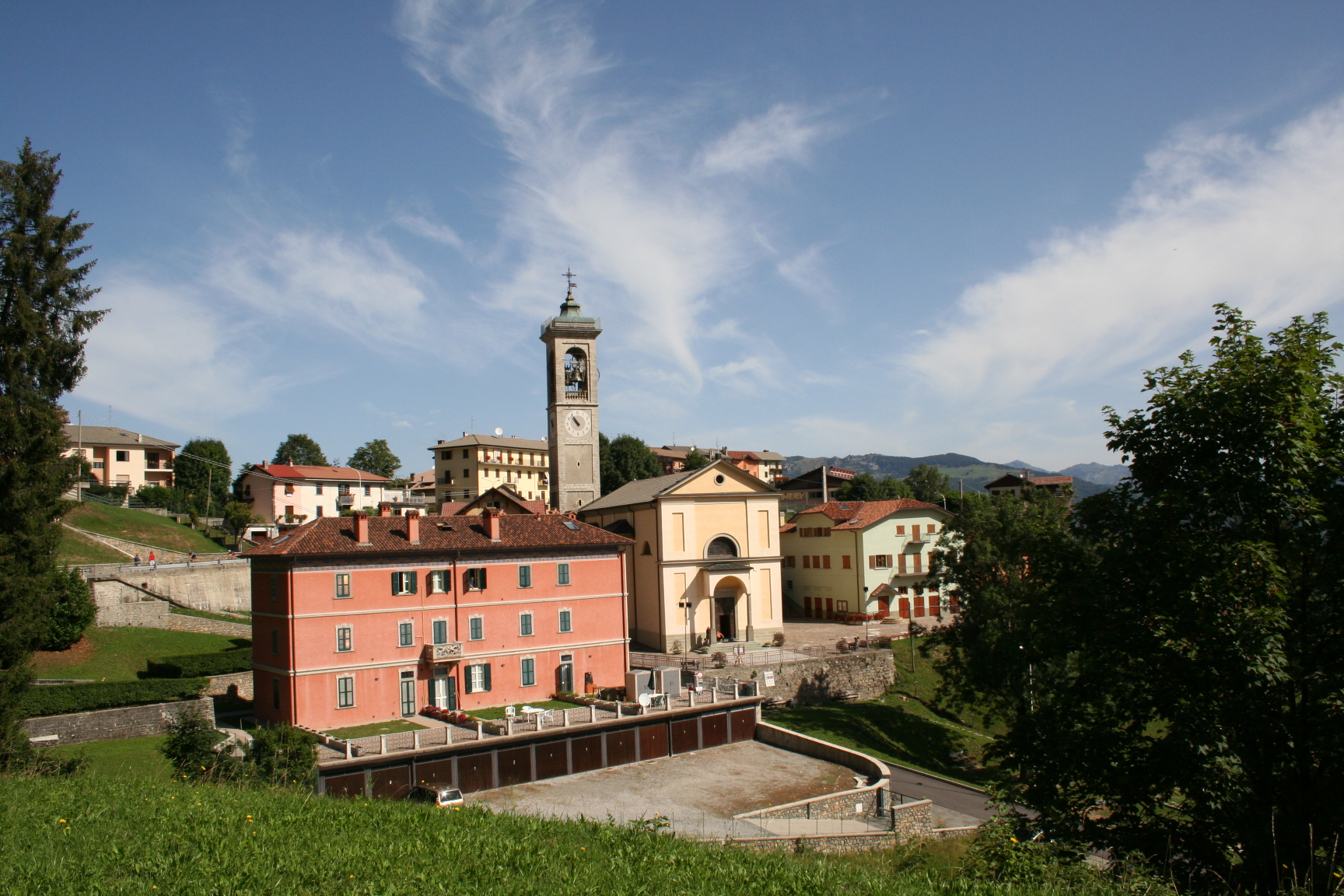
Pfarrkirche Visitazione di Maria
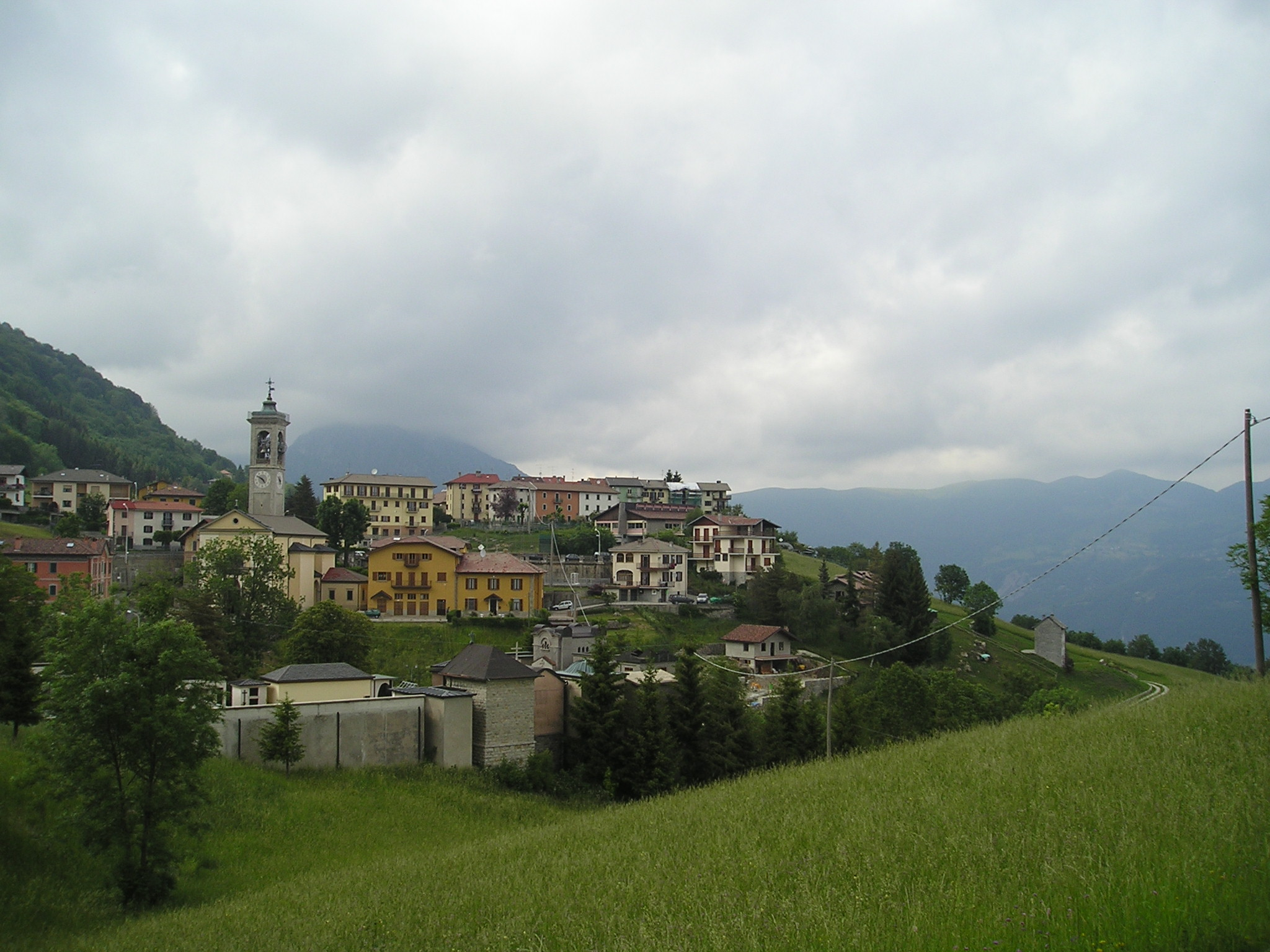
Ortszentrum